# 小行星3603
小行星3603（3603 Gajdušek）是一颗绕太阳运转的小行星，为主小行星带小行星。该小行星于1981年9月5日发现。

## 轨道参数
小行星3603的轨道半长轴为2.5705919 UA，离心率为0.124。